# Montauban-de-Bretagne (commune déléguée)
Pour les articles homonymes, voir Montauban (homonymie).
Montauban-de-Bretagne est une ancienne commune française située dans le département d'Ille-et-Vilaine, en région Bretagne. Depuis le 1er janvier 2019, elle est une commune déléguée de la commune nouvelle de Montauban-de-Bretagne.

## Géographie
Montauban-de-Bretagne est située au nord du département, à environ 30 kilomètres de Rennes. La ville est traversée par le Garun.

## Toponymie
Le nom de la localité est attesté sous les formes ecclesia de Santeleio en 1152, de Sancto Eligio en 1230, de Sancto Eleio en 1312,  Montauban au XIVe siècle.
Montauban-de-Bretagne est issu du latin montem albanum, de mons (colline) et de albanus (blanc).

## Histoire
Montauban existe depuis le VIIIe siècle et s'appelle alors Saint-Éloi. Aujourd'hui, saint Éloi est toujours le patron, saint Maurice étant le patron secondaire.
La tradition raconte que saint Éloi, étant venu visiter le roi breton saint Judicaël au VIIe siècle, laissa dans la contrée qu'habitait ce prince un souvenir si vif de ses vertus que, plus tard, les habitants élevèrent en son honneur un sanctuaire qui fut la première église de Montauban. Cette église fut donnée en effet au commencement du IXe siècle à l'abbaye de Saint-Méen. 
La seigneurie est érigée en comté au XIIe siècle. Son premier détenteur : Olivier Ier édifie le château sur un monticule blanchâtre, formé par des déblais de calcaire coquillier : "Mons Albanus" (le Mont Blanc) qui se transformera en Montauban.
Au XIVe siècle, la ville prend le nom de la seigneurie de Montauban. C'est la même famille qui est à la tête du comté jusqu'à ce que l'héritière épouse un Rohan.
La population de la commune est favorable aux changements apportés par la Révolution française, surtout après la fin de la Terreur. La principale fête révolutionnaire est celle célébrant l’anniversaire de l’exécution de Louis XVI, accompagnée d’un serment de haine à la royauté et à l’anarchie, fêtée à partir de 1795. La fondation de la Ire République est aussi fêtée tous les ans.
En 1995, le nom de la commune de Montauban a été modifié en Montauban-de-Bretagne.
Le 1er janvier 2019, Montauban-de-Bretagne et Saint-M'Hervon fusionnent pour créer la commune nouvelle de Montauban-de-Bretagne.

## Économie
Une agriculture intensifiée a favorisé le développement de l'industrie agroalimentaire. Montauban de Bretagne bénéficie d'une activité économique diversifiée au sein d'une région artisanale et industrielle active. En 2018, une centrale de méthanisation y est inaugurée par Vol-V. Le biogaz y est produit à partir de déchets fournis par les agriculteurs des environs et la cogénération chauffe des serres pour la culture de tomates.

## Héraldique
| Blason | Blasonnement : De gueules à sept macles d'or, posées 3, 3, 1, surmontées d'un lambel de quatre pendants d'argent. |

## Politique et administration

### Liste des maires délégués
| Période        | Période  | Identité   | Étiquette | Qualité               |
| -------------- | -------- | ---------- | --------- | --------------------- |
| 7 janvier 2019 | En cours | Serge Jalu | PS        | Contrôleur des impôts |

## Démographie
L'évolution du nombre d'habitants est connue à travers les recensements de la population effectués dans la commune depuis 1793. Pour les communes de moins de 10 000 habitants, une enquête de recensement portant sur toute la population est réalisée tous les cinq ans, les populations de référence des années intermédiaires étant quant à elles estimées par interpolation ou extrapolation. Pour la commune, le premier recensement exhaustif entrant dans le cadre du nouveau dispositif a été réalisé en 2007.

En 2016, la commune comptait 5 164 habitants, en évolution de +8,97 % par rapport à 2010 (Ille-et-Vilaine : +5,46 %, France hors Mayotte : +2,11 %).
| 1793  | 1800  | 1806  | 1821  | 1831  | 1836  | 1841  | 1846  | 1851  |
| ----- | ----- | ----- | ----- | ----- | ----- | ----- | ----- | ----- |
| 2 826 | 2 781 | 2 748 | 2 718 | 2 626 | 2 891 | 2 764 | 2 872 | 2 991 |

| 1856  | 1861  | 1866  | 1872  | 1876  | 1881  | 1886  | 1891  | 1896  |
| ----- | ----- | ----- | ----- | ----- | ----- | ----- | ----- | ----- |
| 3 040 | 3 082 | 3 065 | 3 019 | 3 035 | 3 142 | 3 040 | 3 229 | 3 355 |

| 1901  | 1906  | 1911  | 1921  | 1926  | 1931  | 1936  | 1946  | 1954  |
| ----- | ----- | ----- | ----- | ----- | ----- | ----- | ----- | ----- |
| 3 268 | 3 199 | 3 062 | 2 734 | 2 830 | 2 756 | 2 783 | 2 783 | 2 712 |

| 1962  | 1968  | 1975  | 1982  | 1990  | 1999  | 2006  | 2007  | 2012  |
| ----- | ----- | ----- | ----- | ----- | ----- | ----- | ----- | ----- |
| 2 825 | 3 024 | 3 310 | 3 759 | 3 883 | 4 042 | 4 369 | 4 409 | 4 983 |

| 2016  | - | - | - | - | - | - | - | - |
| ----- | - | - | - | - | - | - | - | - |
| 5 164 | - | - | - | - | - | - | - | - |

## Loisirs et équipements
- Deux groupes scolaires maternelles et primaires : l'école publique Joseph-Faramin et l'école privée Saint-Maurice.
- Deux collèges : le collège public Évariste-Galois et le collège privé La Providence.
- Trois lycées : le lycée d'enseignement général, technique et professionnel La Providence, et le lycée technologique Saint-Nicolas La Providence.
- Une maison familiale rurale : l’institut de formation de La Rouvrais.
- Une médiathèque.
- Une halte-garderie (0-3 ans), un centre de loisirs (3-12 ans) et un espace pour les jeunes (13-18 ans).
- De nombreuses installations et clubs sportifs, dont le complexe Hamon et le complexe Delisse.
- Un skatepark.
- Un parcours sportif autour de l'étang.
- Un circuit de sports mécaniques (homologué fédération française).
- Une école de musique (EMPB) , une école de danse, une bibliothèque municipale et un cinéma rural.
- Un camping municipal.

## Personnalités liées à la commune
- Jean Sulivan, prêtre écrivain originaire de Montauban.
- Jacques François de Mellon, comte de Mellon, colonel, chevalier de Saint Louis et maire de Montauban de 1815 à 1830, descendant de Geoffroy de Mellon mort au combat des Trente en 1351.
- Jacques Félix Jan de La Hamelinaye (1769-1861), général, y est né.
- Emile Delisse (1855-1938), industriel-fromager, président du conseil d'administration du Nouvelliste de Bretagne.

## Transports
- Illenoo 2 Rennes - Montfort-sur-Meu - Gaël
- Illenoo Rennes - Saint-Méen-le-Grand : ligne 12
- Gare de Montauban-de-Bretagne
- Gare de La Brohinière

## Lieux et monuments
La commune abrite deux monuments historiques :
- Château de Montauban, édifié au XIIIe siècle, dont il reste le donjon. Le reste du château actuel a été construit au XVe siècle. Il a été conquis en 1487 par Charles VIII. Le château a été classé par arrêté du 6 mars 2003[22].
- Chapelle Notre-Dame-de-Lannelou, ancienne chapelle frairienne du XVe siècle surmontée d'un campanile. Elle a été classée par arrêté du 5 janvier 1942[23].

Autres monuments et sites :
- L'église Saint-Éloi, de style gothique, inaugurée en 1851, domine la cité.
- Forêt domaniale de Montauban, 530 ha, arboretum, site du Gros Chêne, piste cavalière, circuit VTT, ses sentiers pédestres.
- Château de la Ville-Cotterel : aux Paillevé, puis aux comtes de Mellon. Aujourd'hui Maison du Pays de Brocéliande
- Manoir de Caslou, édifié au XVIIIe siècle, ancienne résidence de la famille Lamour de Caslou.

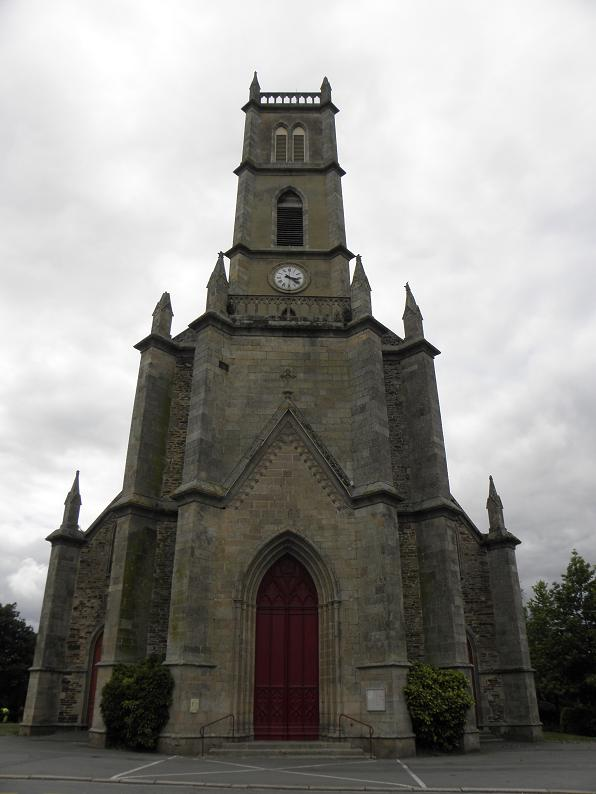
L'église Saint-Éloi.
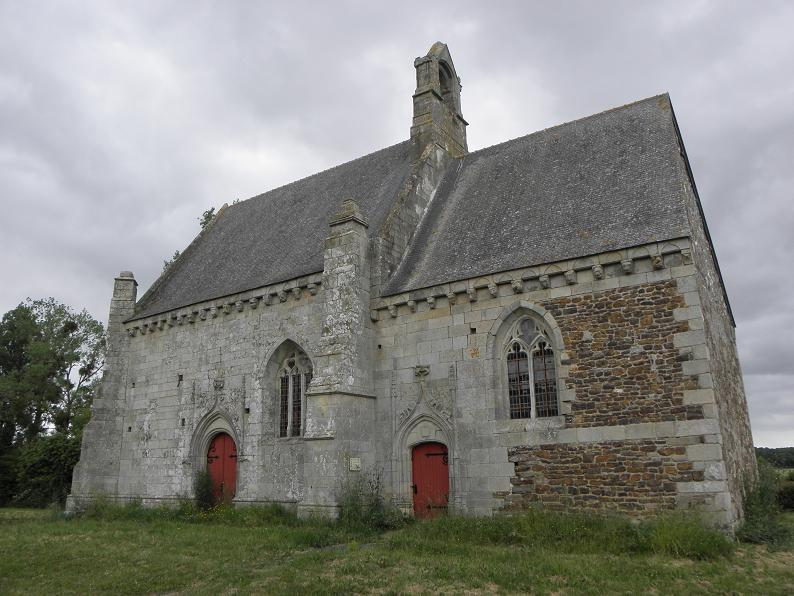
La chapelle Notre-Dame de Lannelou.

## Jumelages
- Bischberg (Allemagne) depuis plus de 20 ans.